# El misterioso viaje de Layton: Katrielle y la conspiración de los millonarios
El misterioso viaje de Layton: Katrielle y la conspiración de los millonarios (レイトン ミステリージャーニー カトリーエイルと大富豪の陰謀 Reiton Misuterī Jānī: Katorīeiru to Dai Fugō no Inbō?) es un videojuego de puzles desarrollado por Level-5 para Android, iOS y Nintendo 3DS. Es la séptima entrega principal de la serie Profesor Layton y tiene a una nueva protagonista, Katrielle Layton, que busca a su padre perdido, el profesor Hershel Layton. Las versiones para teléfonos inteligentes salieron para todo el mundo el 20 de julio de 2017, mientras que la versión para la Nintendo 3DS fue publicada en Japón el mismo día y fue publicada para el resto del mundo el 6 de octubre de 2017.

## Jugabilidad
El misterioso viaje de Layton: Katrielle y la conspiración de los millonarios sigue a la hija del profesor Hershel Layton, Katrielle Layton, que soluciona puzles como su padre junto a su perro parlante Sherl y sus amigos Severina Perfetti y Howerd Phanon. Cuando su padre desaparece, Katrielle sale en su busca, encontrando varios puzles y misterios a lo largo del camino. Como en juegos anteriores de la serie, el juego ofrece varios puzles para que el jugador resuelva usando la pantalla táctil mientras explora el escenario y progresa a través de la historia del juego. A diferencia de los títulos anteriores de Layton, el juego se divide en 12 casos distintos con un tema general, en lugar de ser una historia continua separada por capítulos.

## Argumento
La detective privada Katrielle Layton, hija del famoso profesor Hershel Layton, se despierta de una pesadilla sobre su padre desaparecido durante el día de la apertura de su agencia de detectives. El mismo día Katrielle y su ayudante Howerd Phanon encuentran a un perro que habla que por razones desconocidas, no puede ser entendido por nadie aparte de ellos. El perro les explica que tiene amnesia, y que quiere que resuelvan el misterio de quién es realmente. Katrielle le pone como nombre Sherl O. C. Kholmes.
Después de resolver el caso de la desaparición de una de las manecillas horarias del Big Ben a petición del inspector Hastings de Scotland Yard, Katrielle, Howerd y Sherl investigan y resuelven varios casos más, la mayoría de ellos relacionados con los Siete Potentados, siete de las figuras más ricas e influyentes de Londres, con la ayuda de Hastings y Severina Perfetti, una de las criminólogas de Scotland Yard. Otros casos incluyen la solicitud de Hastings de buscar un regalo para su esposa en unas vacaciones y resolver un asesinato del que Katrielle fue acusada erróneamente de cometer. En una ocasión, Howerd le cuenta a Sherl la historia de cómo él y Katrielle se conocieron, cuando fue falsamente acusado de robo y ella le ayudó a limpiar su nombre.
En el último caso del juego, el profesor Hershel Layton y los Siete Potentados son invitados por el misterioso Lord Adamas a la mansión abandonada de Maximilian Richmond, un millonario que murió 10 años antes. Adamas obliga a los Siete Potentados a firmar un contrato por el que le devolverían todas sus fortunas en caso de no poder resolver una serie de puzles, o sino revelaría un grave secreto sobre ellos. Asistiendo al evento en lugar de Hershel, Katrielle acepta la solicitud de Adamas para supervisar la disputa. Todos los integrantes de los Siete Potentados son incapaces de resolver los puzles y aceptan la derrota, hasta que Katrielle descubre que Lord Adamas no es otro que Howerd, cuya verdadera identidad es Miles Richmond, nieto de Maximiliano, que creció con la falsa suposición de que los Siete Potentados traicionaron y arruinaron a su familia, por lo que juró vengarse de ellos.
Después de que el malentendido es aclarado, Howerd se reconcilia con los Siete Potentados y acepta la solicitud de Katrielle de seguir trabajando como su asistente. Después de los créditos, Katrielle se reafirma en su promesa de desvelar el misterio de la verdadera identidad de Sherl y descubrir el paradero de su padre. Aunque no está más cerca de esto último, ella proclama que resolvió el puzle que su padre dejó atrás cuando desapareció: "Si no eres realmente mi hija, ¿quién eres exactamente?".

## Desarrollo
El misterioso viaje de Layton: Katrielle y la conspiración de los millonarios fue desarrollado por Level-5 y producido por Akihiro Hino, el diseño de personajes fue hecho por Takuzo Nagano y la música por Tomohito Nishiura. Los puzles fueron diseñados por Kuniaki Iwanami, quien remplazó al diseñador anterior Akira Tago que murió en marzo de 2016. Las cinemáticas del juego fueron producidas por A-1 Pictures.
El juego fue anunciado en julio de 2016 bajo el nombre de Lady Layton: The Millionaire Ariadone's Conspiracy (La señora Layton: La conspiración del millonario Ariadone en español) para la versión en inglés y レディレイトン 富豪王アリアドネの陰謀 (Redi Reiton: Fugō-ō Ariadone no Inbō?) para la versión en japonés, pero fue renombrado como Layton's Mystery Journey (El misterioso viaje de Layton en español) en abril de 2017, ya que los desarrolladores querían dar al juego una mejor imagen. El juego fue lanzado para Android e iOS el 20 de julio de 2017 para el mundo entero y para la Nintendo 3DS el mismo día pero solo en Japón. La versión de Nintendo 3DS será lanzada en Norteamérica y Europa el 6 de octubre de 2017.